# バイオミメティクス
バイオミメティクス（英: Biomimetics(英語版)）とは「生物の構造や機能、生産プロセスを観察、分析し、そこから着想を得て新しい技術の開発や物造りに活かす科学技術」の意。用語としては、1950年代にアメリカ合衆国の神経生理学者オットー・シュミットが初めて使用した。
日本語表記としては生物模倣技術、生物模倣と呼ばれることもある。英国の水着メーカーSPEEDO社がサメの肌の特徴を模倣することで水の抵抗を低減した水着「ファーストスキン」を開発したことや、関西大学システム理工学部の教授である青柳誠司が蚊を模倣して痛みの少ない注射針「マイクロニードル」を開発した事例が、バイオミメティクスの実例と言える。
サイエンスライターのジャニン・ベニュスは、バイオミメティクスの考え方を拡張し、環境問題の解決と生態系の保全を加えたより大きな概念としてバイオミミクリー（英: biomimicry）を1997年に『自然と生体に学ぶバイオミミクリー』で提唱している。

## 概要
「バイオミメティクス」や「バイオミミクリー」は、複雑な人間の問題を解決するために、自然の模型や構造、要素を模倣するものである。「バイオミメティクス」と「バイオミミクリー」という言葉は古代ギリシャ語である「βίος（生命）」、「μίμησις（模倣）」、「μιμεῖσθαι（模倣する）」から由来するものである。近しく、関連する分野は生体工学である。
生体は、自然のなかで長い時間をかけてうまく合うようにその構造や物質を進化させてきた。バイオミメティクスは巨大なものから、小さなものまでの生体的な解決法によってひらめきを得る新しい技術を生み出してきた。人間は我々が存在している間の問題の答えとして、自然をずっと研究してきた。自己回復能力、環境暴露、疎水性、自己集合、太陽光の利用などは自然によってヒントを得た工学的問題の例である。

## 歴史
バイオミメティクスになりうる過去の例の一つとして、人間の飛行を可能にした鳥の研究が挙げられる。いわゆる“飛行装置”の開発としては決して成功したとは言えないが、レオナルド・ダ・ヴィンチは解剖学と飛行する鳥類の熱心な観察者であり、飛行装置のスケッチと同じくらい、観察したものの大量のノートとスケッチを作った。1903年にはじめて空気よりも重い航空機の飛行に成功したライト兄弟は、飛んでいる鳩の観察から発想を得たとも言われている。
1950年代、生物物理学者、博学者であるオットー・シュミット（1913〜1998、en:Otto Schmitt）は、バイオミメティクスの概念を発展させた。彼の博士研究ではイカの神経を研究するなかで、神経伝達の生体的構造を複製する装置を設計することを試みることで、シュミットトリガを開発した。シュミットは自然構造を模倣する装置に注目し続け、1957年までに当時の生体工学の基本的な観点とは逆の認知を持っていた。それがのちに言うバイオミメティクスの観点である。
シュミットは著書の中で「生物物理学はそれ自体が視点としてそこまで重要な分野でない。それは物理科学の技術や理論を利用する、生物系の問題への取り組みである。この側面は広く無視されてきたが、逆に、生物物理学は工学や物理科学の問題への生物学者の取組みでもある。」と述べている。
1958年、ジャック・E・スティールも似たような言葉である「バイオニクス」を提唱した。スティールはバイオニクスを「自然から複製したいくつかの機能を持つ、もしくは自然の構造、またはそれに類似するものの特徴を表す自然のシステム」と定義づけた。
1969年、シュミットはバイオミメティクスという言葉を自分の記事の中のタイトルとして使用した。これは1974年までにウェブスターの辞書にたどり着いた。またバイオニクスは同辞書に1960年前半、「生態系の機能についてのデータの工学の問題の解決法への応用に関連した科学」として収録された。
バイオニクスは1974年にテレビシリーズになる「The Six Million Dollar Man（邦題：600万ドルの男）」とそのスピンオフの原作となった小説「Cyborg」のなかでマーティン・ケイディンがジャック・スティールとその研究を引用する際に別の意味を帯びた。バイオニクスは「電子的に操作された人工の体の一部」と「まるでそのような装置によって支援されることによって増幅された普通の人間の力をもつこと」という意味を含むようになった。バイオニクスが超自然的な力という意味を含んだことで、英語発音の国の科学集団は、広くその言葉を使うことをやめた。
バイオミミクリーという言葉は1982年の初期にあらわれた。科学者であり、作家でもあるジャニン・ベニュスが1997年に書いた書籍「Innovation Inspired by Nature」によって、この語は大衆化された。バイオミミクリーは「自然のデザインや人間の抱える問題を解決する過程から発想を得て、自然の模型を学び、それらを模倣する新しい科学」と定義づけられている。ベニュスは自然を「模型、基準、指導者」としてみること、また、バイオミミクリーの目的としての持続可能性を強調することを推奨している。
また一般社団法人バイオミミクリー・ジャパンでは「バイオミミクリーとは、生命・自然界における形状、プロセス、生態系から学び、注意深く模倣していくことで、より持続可能なデザインイノベーションを生み出すことです。単に私たち人間社会の便利さを追求するために自然界の智慧を利用するのではなく、私たち自身が生態系の存在そのものであり、「いかに私たちが自然界にフィットしていくか？」というあり方が土台となります。循環・再生型の社会に向けて、38億年の長い年月で培った自然界の存在と叡智に敬意を払い、学ばせて頂くことがバイオミミクリーの本質です。」と紹介している。

## 商業的応用

### 制作
生物の形態に似た鉱化は、鉱化のための型板としての生態構造を利用することによって、それらの生体に似た生態学や構造を伴った物体を製造する技術である。これは、物質製造の他の方法に比べて安易であり、環境的に良性であり、経済的である。

### 表示技術
蝶の羽は、色素沈着というよりも、構造的な彩色によって自らの彩りを作りだす緻密構造を持っている。多分子膜の干渉、回折、薄膜の干渉、散乱特性によって入射光の波がある波長で反射されると活気のある美しい色を出す。これらの蝶の研究は横リブや微細リブなどの緻密構造に応用されている。この構造的な発色は、表皮と空気の交互の層と多分子膜の干渉の模型の使用によって簡単に説明される。実は、石鹸泡の発色の裏のこれと同じ原理は、蝶の羽に応用されている。蝶の羽の色は、このような構造から構造的に干渉するいくつかの例によるものである。光通信学緻密構造も硫酸チタニウムや酸化ジルコニウム、酸化アルミニウムなどの金属酸化物、金属アルコキシドを利用して複製されている。
蝶の羽の技術に基づいた表示技術はクアルコムによって2007年に商業化された反射的な財産である。この技術は、それぞれの画面のピクセルの中で見ることのできる望ましい色だけの光を反射させる干渉変調を利用している。

### 反射防止
ガの目の表面には200nmの六角形の突起が300nm間隔で並んでおり、光の反射を防止する効果がある。この構造は「モスアイ（Moth Eye、ガの目）構造」と呼ばれている。これを液晶パネルやフェイスシールドの写込み防止として利用されている。

## 可能な将来的応用
バイオミメティクスはその原理において様々な分野で応用される。生態系の複雑さにより、模倣されうる特徴の数は膨大である。バイオミメティクスの応用は原型に対して商業的に利用になる技術からの発展のさまざまな段階にいる。

### 原型
研究者は、アフリカの外気が1.5度から40度まで変化するにもかかわらず、シロアリがアリ塚のなかの温度と湿度を一定に保つという能力を学んだ。研究者は最初にアリ塚をスキャンし、アリ塚の構造の3Dモデルを作った。それは人間のための建造物にも応用できる構造であるということがわかった。ジンバブエのハラレにあり、中層の複雑な建物であるイーストゲートセンターは空調なしに冷たい状態を保つことができる。また、同じ規模の一般的な建物で使われるエネルギーの10%しか使用していないということも分かっている。
構造工学において、チューリッヒ工科大学はバイオメティクスの特徴を適応できる配置可能な”テンセグリティ”な橋に応用した。この橋は自己診断と自己修復を行うことができる。

### 技術
現実的な水中接着は、水和層や表層の汚染物質などの障害によって、現在の技術では水中で強くくっつけることができないため、工学の課題であった。しかし、海のイガイは海という厳しい状況下でも、簡単に、効率的に水中の表面にくっつくことができる。彼らは強い細糸を使って、強い波に一掃されることを防ぎ、イガイの足のタンパク質は岩やボートの繊維、実際にほかのイガイを含んだどんな生物の表面にもくっつき、波掃引海岸の間潮の区画にある岩に付着する。これらのタンパク質は、特に接着剤の目的に適合させるアミノ酸の残りを混ぜ合わせたものからできている。カリフォルニア州のサンタバーバラの大学からきた研究員はナノ加工において活動するための可能性と両性高分子電解質と接着システムの一つの成分を造り出すという、濡れているなかでの接着の工学的課題を乗り越えるためにイガイの足を使って化学を簡略化して借りている。
ミイデラゴミムシの強力な虫よけの噴霧からは、スウェーデンの会社の微細な霧のスプレーの技術開発が行われた。これはエアゾールスプレーに比べてはるかに炭素排出量が少ないと言われている。カブトムシは化学物質をまぜて、腹部の端にある可変のノズルを経由して噴射し、獲物を刺したり動揺させたりする。
バイオミメティクスは目や光通信学の分野では大きく注意を引いている言葉である。たとえば、セルロースのキラル自己組織化はポリア・コンデンサータの光学的に活発な映画を作る開発に影響を与えた。似たようなものだが、昆虫の普通ではない能力をまねることで、総分離はアクリル樹脂から光が白く散乱するものを作ることに使われていた。

## フィクションにおけるバイオミメティクス
- ミミック（1997年） - アメリカ合衆国のSFホラー映画。